# Kabinet-Rutte IV
Het kabinet-Rutte IV was van 10 januari 2022 tot 2 juli 2024 het Nederlandse kabinet. Het werd gevormd door de partijen VVD, D66, CDA en ChristenUnie en stond onder voorzitterschap van minister-president Mark Rutte.
Het kabinet bood na de kabinetscrisis over asiel op 7 juli 2023 zijn ontslag aan en was vanaf die dag demissionair. Op 2 juli 2024 werd het kabinet-Schoof beëdigd als opvolger.

## Totstandkoming

### Formatie
Na de Tweede Kamerverkiezingen hadden de partijen van het demissionaire kabinet-Rutte III wederom een meerderheid in de Tweede Kamer. Coalitiepartner D66 blokkeerde in eerste instantie een voortzetting van het kabinet-Rutte III, omdat die partij veranderingen wilde op medisch-ethische thema's die lastig lagen bij de ChristenUnie. Een andere voor de hand liggende mogelijkheid was VVD, D66 en CDA aangevuld met Partij van de Arbeid en/of GroenLinks. PvdA en GroenLinks wilden echter alleen gezamenlijk deelnemen aan een kabinet, terwijl VVD en CDA hoogstens met een van de twee wilden regeren.
De formatie werd nog complexer toen de notities van verkenner Kajsa Ollongren uitlekten, met onder meer de tekst "positie Omtzigt, functie elders". Alle fractievoorzitters ontkenden met de verkenners over CDA-Kamerlid Pieter Omtzigt gesproken te hebben. Toen echter bleek dat Mark Rutte gesproken had over Omtzigt, ontstond er wantrouwen om te regeren met de VVD onder leiding van Rutte.
Een maandenlange impasse volgde waarbij meerderheidscoalities, minderheidscoalities en extraparlementaire kabinetten onderzocht werden, maar niets leidde tot een doorbraak. Eind september hief D66 de blokkade tegen de ChristenUnie op om de impasse te doorbreken en nieuwe verkiezingen te voorkomen. De daaropvolgende maanden werd door VVD, D66, CDA en ChristenUnie onderhandeld, wat in december leidde tot een coalitieakkoord. Het kabinet werd beëdigd op 10 januari 2022, na de langste kabinetsformatie tot dan toe.
De coalitie had in de Tweede Kamer een meerderheid van twee zetels (77 van de 150). In de Eerste Kamer, de senaat, vormden de kabinetspartijen een minderheid met 32 van de 75 zetels. Na de Eerste Kamerverkiezingen 2023 verloren de partijen 8 zetels.

### Coalitieakkoord
Het coalitieakkoord Omzien naar elkaar, vooruitkijken naar de toekomst werd op 15 december 2021 door het nieuwe kabinet gepresenteerd.  Het bevat onder meer afspraken over een versnelling van de Nederlandse klimaatambities (55% CO2-reductie in 2030), aanpassing van kinderopvangbekostiging, voorbereidingen voor nieuwe kerncentrales, invoering van rekeningrijden vanaf 2030, versnelde stikstofreductie (-50% in 2030), afschaffen van de verhuurderheffing, verdere regulering van de vrije huursector, versterking van de sociale advocatuur, gelijktrekken van de lerarensalarissen in het basisonderwijs met die van het middelbaar onderwijs, een terugkeer van de basisbeurs, verhoging in termijnen wettelijk minimumloon met 7,5% en meer geld voor defensie.

## Inhoudelijk

### Belastingcompensatie
Het kabinet kreeg al vanaf het moment van aantreden te maken met financiële tegenslagen, waardoor het coalitieakkoord onder druk kwam te staan. Vlak voor aantreden van het kabinet wees de Hoge Raad een arrest over de hoogte van de vermogensrendementsheffing door de Belastingdienst, waarna het kabinet belastingbetalers die met terugwerkende kracht te hoge aanslagen bleken te hebben gekregen, moest compenseren. Het kabinet besloot daarom enkele malen hiervoor te compenseren. 

### Oekraïne-oorlog, verhoging defensiebudget
In februari 2022 begon de Russische invasie in Oekraïne. Dat was een reden voor het kabinet om de defensiebegroting fors te verhogen, tot de NAVO-norm van 2%. Defensie verkeerde door jarenlange zware bezuinigingen in een slechte staat, bleek in 2022 uit onderzoek van de Algemene Rekenkamer. In december werd duidelijk dat de Nederlandse krijgsmacht er structureel 3 miljard euro per jaar bij kreeg om maatregelen uit te voeren die onder meer in de Defensievisie 2035 uiteen waren gezet. Hier stond tegenover dat het kabinet minder ging uittrekken voor fondsen voor het klimaat, stikstof en investeringen in infrastructuur, onderzoek en innovatie. Als gevolg van de oorlog en in verband daarmee genomen sanctiemaatregelen, stegen de energieprijzen sterk, waardoor de koopkracht verminderde. 

### Koloniale verleden
In februari 2022 bood het kabinet, bij monde van Mark Rutte, zijn excuses aan aan de bevolking van Indonesië voor het stelselmatig en extreem geweld door Nederlandse militairen tijdens de Indonesische onafhankelijkheidsoorlog en het consequent wegkijken van vorige kabinetten. De excuses golden tevens voor alle groepen in Nederland die met de gevolgen hiervan hebben moeten leren leven - waaronder de veteranen.
In december 2022 bood het kabinet - namens al zijn institutionele voorgangers - excuses aan voor het Nederlandse, met name trans-Atlantische, slavernijverleden, deze veroordelend als misdaad tegen de menselijkheid. In het Nationaal Archief sprak de minister-president de excuses ook uit in het Sranantongo, Papiaments en Engels. Het kabinet erkende voor het eerst dat er in Nederland een doorwerking bestaat van het slavernijverleden in de vorm van institutioneel racisme. Ze stelde daarop een fonds in van 200 miljoen euro voor maatregelen betreffende 'bewustwording, betrokkenheid en doorwerking'.

### Koopkracht/energie
De stijgende energieprijzen en hoge inflatie brachten het kabinet ertoe in 2022 maatregelen te nemen om huishoudens financieel tegemoet te komen. Kleinverbruikers kregen in november en december 2022 een vaste korting van € 190 per maand op de energierekening. In 2023 zijn er tot bepaalde verbruiken prijsplafonds, apart voor gas, elektriciteit en warmte en voor elk voor de periode tot en die vanaf de jaarafrekening, evenredig met het gemiddelde over alle huishoudens van het verbruik in die twee perioden. Onbedoeld is daarmee een rekeningjaar dat samenvalt met een kalenderjaar het gunstigst. Voor de uitvoerbaarheid is hier toch voor gekozen, ook omdat bij wisseling van energieleverancier, waardoor er mogelijk meerdere afrekeningen in een jaar zijn, het prijsplafond op analoge wijze over meer dan twee perioden kan worden verdeeld. Tevens werd een regeling voor het midden- en kleinbedrijf in het leven geroepen voor bedrijven met een hoog energieverbruik.

### Stikstofbeleid

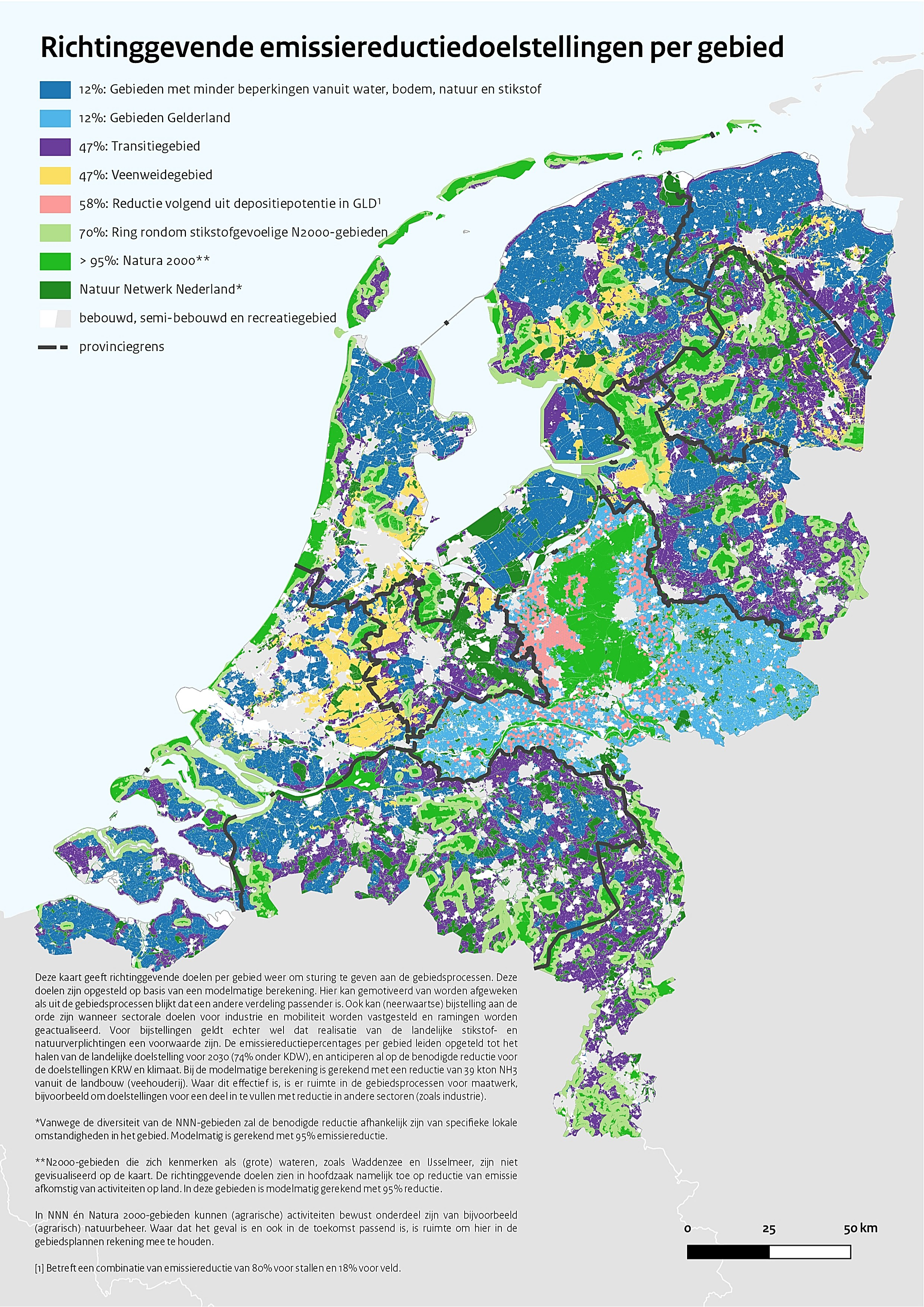
Kaart met de richtinggevende emissiereductiedoelstellingen per gebied, juni 2022

Minister voor Stikstof en Natuur Christianne van der Wal (VVD) publiceerde in juni 2022 een kaart met doelstellingen voor stikstofreductie in de agrarische sector per gebied. De gelijktijdige brief van minister van Landbouw Henk Staghouwer (CU) had voor perspectief voor boeren moeten zorgen, maar werd bestempeld als 'broddelwerk'. Met name het stikstofkaartje leidde tot boerenprotesten tegen stikstofbeleid. Het kabinet besloot daarom Johan Remkes (VVD) als 'gespreksleider' tussen onder andere kabinet, boeren en natuurorganisaties aan te stellen. Tijdens Remkes' opdracht gaf Hoekstra aan dat het in het regeerakkoord afgesproken doel van 2030 voor hem "niet heilig was". Dit leidde tot onvrede binnen het kabinet. Remkes bracht in oktober verslag uit, waarbij hij aangaf dat 2030 nog steeds het doel moest zijn, maar dat op twee tussenmomenten gekeken moest worden of dit haalbaar was.

### Opvang asielzoekers
In de zomer van 2022 bleek de Nederlandse overheid niet in staat om de asielaanvragen uit Syrië (naar aanleiding van de Syrische Burgeroorlog) en uit Oekraïne (als gevolg van de Russische invasie) te verwerken. De bewuste verschraling van de capaciteit voor (nood-)opvang en voor dossierverwerking die sinds 2015 was ingezet, stremde de doorstroming naar reguliere opvang en woningen. Door deze samenloop van omstandigheden raakte het asielzoekerscentrum in Ter Apel in de zomer van 2022 oververzadigd. Op 21 juli 2022 waren er 70.230 vluchtelingen uit Oekraïne geregistreerd bij Nederlandse gemeenten (volgens de BRP). Dit omvatte zowel de particuliere als gemeentelijke opvang. Staatssecretaris Eric van der Burg (VVD) kondigde maatregelen aan om gemeenten te bewegen voor meer opvang te zorgen. Over de afspraak uit augustus 2022 om gemeenten wettelijk te dwingen asielzoekers op te vangen werd nog niet gestemd en de passage uit het regeerakkoord werd pas uitgewerkt in de laatste maanden.

### Beleidsmaatregelen beperking asielinstroom, val van het kabinet
De stijging van de asielinstroom hield aan. Door de oorlog in Oekraïne, conflicten in Syrië, Turkije, Jemen en Afghanistan en plotselinge rampen zoals aardbevingen in Syrië en Turkije. Het kabinet onderhandelde vanaf begin 2023 maandenlang over een pakket beleidsmaatregelen op de terreinen van arbeid-, studie- en asielmigratie om de asielinstroom te beperken met als uitgangspunten de juridische houdbaarheid, uitvoerbaarheid en effectiviteit. In juni 2023 reisde Rutte met voorzitter van de Europese Commissie Ursula von der Leyen en de Italiaanse premier Giorgia Meloni naar Tunesië voor gesprekken om een akkoord te sluiten over migratie.
In de laatste week voor het zomerreces voerde de VVD de druk op in een poging enigheid te bereiken op de nog openstaande onderwerpen, het meningsverschil spitste zich toe op een beperking van gezinshereniging voor oorlogsvluchtelingen. VVD-minister Yeşilgöz stelde de situatie onder de noemer nareis-op-nareis zo voor, dat het om duizenden gevallen per jaar zou gaan, aldus signalen binnen de uitvoerende instanties. Voor de CU bleef dit een principieel punt, waarop minister-president Mark Rutte namens de ministerraad op 7 juli 2023 zijn ontslag bij de koning aanbood en dat van alle ministers en staatssecretarissen.

#### Nasleep
In februari 2024 maakte de Immigratie- en Naturalisatiedienst (IND) cijfers bekend waaruit bleek dat in Nederland maar weinig sprake is van gestapelde gezinshereniging (nareis-op-nareis). In 2022 ging het om 100 asielaanvragen waarvan er twintig werden ingewilligd, in het eerste half jaar van 2023 waren het er 110 waarvan er 'minder dan tien' werden ingewilligd.

### Demissionair
Zoals staatkundig gebruikelijk, werd het ontslagverzoek van het kabinet door de koning in beraad gehouden tot na de verkiezingen en de vorming van een nieuw kabinet, waarbij de Koning het kabinet verzocht al datgene te blijven doen wat zij in het belang van het Koninkrijk noodzakelijk achten. Het kabinet regeert sindsdien 'demissionair' om belangrijke en niet-controversiële zaken af te handelen. Maatschappelijke organisaties riepen de regering op het land niet tot stilstand te laten komen en op een aantal cruciale beleidsterreinen verder te handelen. Demissionair premier Rutte noemde drie onderwerpen die wat hem betreft niet beïnvloed moesten worden door de val van het kabinet: het "dossier Groningen", de afhandeling van het kinderopvangtoeslagschandaal en hulp aan Oekraïne. Er werden door de Tweede Kamer maar weinig onderwerpen controversieel verklaard, PVV-Kamerlid Fleur Agema liet weten dat wat haar betreft alle zorgbezuinigingen moesten worden stopgezet. Lopende kwesties die tot juni 2024 zijn afgehandeld waren onder meer de Rijksbegroting, de Spreidingswet en de Voorjaarsnota 2024, en er is besloten tot de bezuiniging van 152 miljoen op de gehandicaptenzorg. In EU-verband voerde Rutte als lid van de Europese Raad met Meloni en Von der Leyen regie over de migratiedeal met Tunesië.
Enkele bewindslieden vertrokken en voor hen werden vervangers gezocht. Veel demissionair ministers en staatssecretarissen werden opnieuw gekozen in de Tweede Kamer en hadden sindsdien een dubbelrol. Dat is normaal gesproken niet toegestaan, maar de Grondwet maakt een uitzondering voor bewindslieden in een demissionair kabinet (artikel 57 lid 3 Gw). Het leidde tot de tegenstrijdige situatie dat VVD-minister Van der Wal van Natuur en Stikstof als Kamerlid meestemde met de partijen die aan het onderhandelen waren over een nieuw kabinet, voor een motie om in de Europese Raad van Ministers tegen het voorstel voor de Natuurherstelverordening te gaan stemmen, waar ze zelf over had onderhandeld. Als minister raadde ze ondersteuning van de motie af.

## Samenstelling
Het kabinet-Rutte IV bestond uit twintig ministers en negen staatssecretarissen. De VVD leverde acht ministers en drie staatssecretarissen, D66 zes ministers en drie staatssecretarissen, het CDA vier ministers en twee staatssecretarissen en de ChristenUnie twee ministers en een staatssecretaris. Het kabinet telde bij aanvang een recordaantal vrouwen. Na het aantreden van Mariëlle Paul telde een Nederlands kabinet voor het eerst meer vrouwen dan mannen.

## Ambtsbekleders
| Ambtsbekleders | Ambtsbekleders                | Ambtsbekleders                                   | Minister / Ministerie                             | Minister / Ministerie                                                        | Termijn                             | Partij |
| -------------- | ----------------------------- | ------------------------------------------------ | ------------------------------------------------- | ---------------------------------------------------------------------------- | ----------------------------------- | ------ |
|                |                               | drs. M. (Mark) Rutte (1967)                      | Minister-president / Minister                     | Algemene Zaken                                                               | 10 januari 2022 – 2 juli 2024       | VVD    |
|                |                               | S.A.M. (Sigrid) Kaag MA (1961)                   | Minister                                          | Financiën                                                                    | 10 januari 2022 – 8 januari 2024    | D66    |
|                | Vicepremier                   | S.A.M. (Sigrid) Kaag MA (1961)                   |                                                   | Financiën                                                                    | 10 januari 2022 – 8 januari 2024    | D66    |
|                |                               | drs. R.A.A. (Rob) Jetten (1987)                  | Klimaat en Energie (Economische Zaken en Klimaat) | 8 januari 2024 – 2 juli 2024                                                 | D66                                 |        |
| Minister       | 10 januari 2022 – 2 juli 2024 | drs. R.A.A. (Rob) Jetten (1987)                  | Klimaat en Energie (Economische Zaken en Klimaat) |                                                                              | D66                                 |        |
|                |                               | mr. W.B. (Wopke) Hoekstra (1975)                 | Minister                                          | Buitenlandse Zaken                                                           | 10 januari 2022 – 1 september 2023  | CDA    |
|                | Vicepremier                   | mr. W.B. (Wopke) Hoekstra (1975)                 |                                                   | Buitenlandse Zaken                                                           | 10 januari 2022 – 1 september 2023  | CDA    |
|                |                               | ir. C.E.G. (Karien) van Gennip (1968)            | Sociale Zaken en Werkgelegenheid                  | 1 september 2023 – 2 juli 2024                                               | CDA                                 |        |
| Minister       | 10 januari 2022 – 2 juli 2024 | ir. C.E.G. (Karien) van Gennip (1968)            | Sociale Zaken en Werkgelegenheid                  |                                                                              | CDA                                 |        |
|                |                               | drs. C.J. (Carola) Schouten (1977)               | Vicepremier / Minister                            | Armoedebeleid, Participatie en Pensioenen (Sociale Zaken en Werkgelegenheid) | 10 januari 2022 – 2 juli 2024       | CU     |
|                |                               | mr. drs. H.G.J. (Hanke) Bruins Slot (1977)       | Minister                                          | Binnenlandse Zaken en Koninkrijksrelaties                                    | 10 januari 2022 – 5 september 2023  | CDA    |
|                |                               | H.M. (Hugo) de Jonge (1977)                      | Minister                                          | Binnenlandse Zaken en Koninkrijksrelaties                                    | 5 september 2023 – 2 juli 2024      | CDA    |
|                |                               | D. (Dilan) Yeşilgöz-Zegerius (1977)              | Minister                                          | Justitie en Veiligheid                                                       | 10 januari 2022 – 2 juli 2024       | VVD    |
|                |                               | drs. K.H. (Kajsa) Ollongren (1967)               | Minister                                          | Defensie                                                                     | 10 januari 2022 – 2 juli 2024       | D66    |
|                |                               | mr. drs. M.A.M. (Micky) Adriaansens (1964)       | Minister                                          | Economische Zaken en Klimaat                                                 | 10 januari 2022 – 2 juli 2024       | VVD    |
|                |                               | dr. E.J. (Ernst) Kuipers (1959)                  | Minister                                          | Volksgezondheid, Welzijn en Sport                                            | 10 januari 2022 – 10 januari 2024   | D66    |
|                |                               | C. (Conny) Helder (1958)                         | Minister                                          | Volksgezondheid, Welzijn en Sport                                            | 10 januari 2024 – 2 juli 2024       | VVD    |
|                |                               | dr. R.H. (Robbert) Dijkgraaf (1960)              | Minister                                          | Onderwijs, Cultuur en Wetenschap                                             | 10 januari 2022 – 2 juli 2024       | D66    |
|                |                               | M.G.J. (Mark) Harbers (1969)                     | Minister                                          | Infrastructuur en Waterstaat                                                 | 10 januari 2022 – 2 juli 2024       | VVD    |
|                |                               | H. (Henk) Staghouwer (1962)                      | Minister                                          | Landbouw, Natuur en Voedselkwaliteit                                         | 10 januari 2022 – 6 september 2022  | CU     |
|                |                               | drs. C.J. (Carola) Schouten (1977)               | Minister                                          | Landbouw, Natuur en Voedselkwaliteit                                         | 6 september 2022 – 3 oktober 2022   | CU     |
|                |                               | P. (Piet) Adema (1964)                           | Minister                                          | Landbouw, Natuur en Voedselkwaliteit                                         | 3 oktober 2022 – 2 juli 2024        | CU     |
|                |                               | mr. drs. E.N.A.J. (Liesje) Schreinemacher (1983) | Minister                                          | Buitenlandse Zaken                                                           | 1 september 2023 – 5 september 2023 | VVD    |
|                |                               | mr. drs. H.G.J. (Hanke) Bruins Slot (1977)       | Minister                                          | Buitenlandse Zaken                                                           | 5 september 2023 – 2 juli 2024      | CDA    |
|                |                               | drs. R.A.A. (Rob) Jetten (1987)                  | Minister                                          | Financiën                                                                    | 8 januari 2024 – 10 januari 2024    | D66    |
|                |                               | drs. S.P.R.A. (Steven) van Weyenberg (1973)      | Minister                                          | Financiën                                                                    | 10 januari 2024 – 2 juli 2024       | D66    |

| Ambtsbekleders | Ambtsbekleders | Ambtsbekleders                                   | Minister z. portefeuille / Beleidsterrein / Ministerie | Minister z. portefeuille / Beleidsterrein / Ministerie                                 | Termijn                           | Partij |
| -------------- | -------------- | ------------------------------------------------ | ------------------------------------------------------ | -------------------------------------------------------------------------------------- | --------------------------------- | ------ |
|                |                | mr. drs. E.N.A.J. (Liesje) Schreinemacher (1983) | Minister                                               | • Buitenlandse Handel en Ontwikkelingssamenwerking (Buitenlandse Zaken)                | 10 januari 2022 – 4 december 2023 | VVD    |
|                |                | mr. G.E.W. (Geoffrey) van Leeuwen (1971)         | Minister                                               | • Buitenlandse Handel en Ontwikkelingssamenwerking (Buitenlandse Zaken)                | 4 december 2023 – 15 april 2024   | VVD    |
|                |                | mr. drs. E.N.A.J. (Liesje) Schreinemacher (1983) | Minister                                               | • Buitenlandse Handel en Ontwikkelingssamenwerking (Buitenlandse Zaken)                | 15 april 2024 – 2 juli 2024       | VVD    |
|                |                | F.M. (Franc) Weerwind (1964)                     | Minister                                               | • Rechtsbescherming (Justitie en Veiligheid)                                           | 10 januari 2022 – 2 juli 2024     | D66    |
|                |                | C. (Conny) Helder (1958)                         | Minister                                               | • Langdurige Zorg en Sport (Volksgezondheid, Welzijn en Sport)                         | 10 januari 2022 – 2 februari 2024 | VVD    |
|                |                | H.M. (Hugo) de Jonge (1977)                      | Minister                                               | • Volkshuisvesting en Ruimtelijke Ordening (Binnenlandse Zaken en Koninkrijksrelaties) | 10 januari 2022 – 2 juli 2024     | CDA    |
|                |                | Ch. (Christianne) van der Wal (1973)             | Minister                                               | • Natuur en Stikstof (Landbouw, Natuur en Voedselkwaliteit)                            | 10 januari 2022 – 2 juli 2024     | VVD    |
|                |                | drs. A.D. (Dennis) Wiersma (1986)                | Minister                                               | • Primair- en Voortgezet Onderwijs (Onderwijs, Cultuur en Wetenschap)                  | 10 januari 2022 – 23 juni 2023    | VVD    |
|                |                | drs. M.L.J. (Mariëlle) Paul (1966)               | Minister                                               | • Primair- en Voortgezet Onderwijs (Onderwijs, Cultuur en Wetenschap)                  | 21 juli 2023 – 2 juli 2024        | VVD    |
|                |                | P.A. (Pia) Dijkstra (1954)                       | Minister                                               | • Medische Zorg (Volksgezondheid, Welzijn en Sport)                                    | 2 februari 2024 – 2 juli 2024     | D66    |

| Ambtsbekleders | Ambtsbekleders | Ambtsbekleders                                  | Staatssecretaris / Portefeuille / Ministerie | Staatssecretaris / Portefeuille / Ministerie                                                                                                  | Termijn                            | Partij |
| -------------- | -------------- | ----------------------------------------------- | -------------------------------------------- | --- | ---------------------------------- | ------ |
|                |                | drs. A.C. (Alexandra) van Huffelen (1968)       | Staatssecretaris                             | • Informatiesamenleving • Digitalisering • Koninkrijksrelaties • Open Data • Digitale Rijksdienst (Binnenlandse Zaken en Koninkrijksrelaties) | 10 januari 2022 – 2 juli 2024      | D66    |
|                |                | mr. M.L.A. (Marnix) van Rij (1960)              | Staatssecretaris                             | • Fiscale Zaken • Belastingdienst • Staatsloterij • Muntwezen (Financiën)                                                                     | 10 januari 2022 – 2 juli 2024      | CDA    |
|                |                | A. (Aukje) de Vries (1964)                      | Staatssecretaris                             | • Toeslagen • Douane (Financiën) | 10 januari 2022 – 2 juli 2024      | VVD    |
|                |                | mr. drs. Ch.A. (Christophe) van der Maat (1980) | Staatssecretaris                             | • Materieelvoorzieningen • Bedrijfsvoering • Personeelsbeleid (Defensie)                                                                      | 10 januari 2022 – 2 juli 2024      | VVD    |
|                |                | MA M. (Maarten) van Ooijen (1990)               | Staatssecretaris                             | • Jeugdbeleid • Gezondheidsbevordering • Maatschappelijke Opvang • Preventie (Volksgezondheid, Welzijn en Sport)                              | 10 januari 2022 – 2 juli 2024      | CU     |
|                |                | dr. J.A. (Hans) Vijlbrief (1963)                | Staatssecretaris                             | • Mijnbouw • Mededingingsbeleid • Gaswinning Groningen • Staatstoezicht op de Mijnen (Economische Zaken en Klimaat)                           | 10 januari 2022 – 2 juli 2024      | D66    |
|                |                | E. (Eric) van der Burg (1965)                   | Staatssecretaris                             | • Immigratie • Asielzaken • Vreemdelingenzaken • Mensenhandel (Justitie en Veiligheid)                                                        | 10 januari 2022 – 29 oktober 2023  | VVD    |
|                |                | mr. drs. Ch.A. (Christophe) van der Maat (1980) | Staatssecretaris                             | • Immigratie • Asielzaken • Vreemdelingenzaken • Mensenhandel (Justitie en Veiligheid)                                                        | 30 oktober 2023 – 23 november 2023 | VVD    |
|                |                | E. (Eric) van der Burg (1965)                   | Staatssecretaris                             | • Immigratie • Asielzaken • Vreemdelingenzaken • Mensenhandel (Justitie en Veiligheid)                                                        | 23 november 2023 – 2 juli 2024     | VVD    |
|                |                | dr. G. (Gunay) Uslu (1972)                      | Staatssecretaris                             | • Cultuurbeleid • Kunstbeleid • Mediabeleid (Onderwijs, Cultuur en Wetenschap)                                                                | 10 januari 2022 – 1 december 2023  | D66    |
|                |                | drs. S.P.R.A. (Steven) van Weyenberg (1973)     | Staatssecretaris                             | • Cultuurbeleid • Kunstbeleid • Mediabeleid (Onderwijs, Cultuur en Wetenschap)                                                                | 6 december 2023 – 12 januari 2024  | D66    |
|                |                | drs. F.Q (Fleur) Gräper-van Koolwijk (1974)     | Staatssecretaris                             | • Cultuurbeleid • Kunstbeleid • Mediabeleid (Onderwijs, Cultuur en Wetenschap)                                                                | 12 januari 2024 – 2 juli 2024      | D66    |
|                |                | drs. V.L.W.A. (Vivianne) Heijnen (1982)         | Staatssecretaris                             | • Milieuzaken • Openbaar Vervoer • Spoorwegen • KNMI (Infrastructuur en Waterstaat)                                                           | 10 januari 2022 – 24 mei 2024      | CDA    |